# ロジャー・クリスチャン
ロジャー・クリスチャン（Roger Christian, 1944年2月25日 - ）は、イギリス出身の映画監督、美術監督、装置監督である。

## 来歴
ジョージ・ルーカスの『スター・ウォーズ』には装置監督として参加し、アカデミー美術賞を受賞した。また、『スター・ウォーズ エピソード1/ファントム・メナス』では第二班監督を務めている。
映画監督としても活動しているが、2000年公開の『バトルフィールド・アース』が酷評され、最低監督賞を受賞した。

## フィルモグラフィ
- Akenfield (1974) 美術監督
- The Last Remake of Beau Geste (1977) 装置監督
- スター・ウォーズ Star Wars (1977) 装置監督、アカデミー美術賞受賞
- エイリアン Alien (1979) 美術監督・プロダクションデザイン（クレジット無し[2]）、アカデミー美術賞ノミネート
- Black Angel (1979) 短編、監督・製作・脚本
- ライフ・オブ・ブライアン Monty Python's Life of Brian (1979) 美術監督
- The Dollar Bottom (1981) 短編、監督
- ザ・センダー/恐怖の幻想人間 The Sender (1982) 監督
- 夢翔戦艦スターシップ/亜空間脱出 Starship (1985) 監督・脚本
- ノストラダムス Nostradamus (1994) 監督・原案
- ファイナルカット The Final Cut (1995) 監督
- アンダーワールド Underworld (1996) 監督
- トラブルボーダー Masterminds (1997) 監督
- スター・ウォーズ エピソード1/ファントム・メナス Star Wars Episode I: The Phantom Menace (1999) 第二班監督
- バトルフィールド・アース Battlefield Earth (2000) 監督
- American Daylight (2004) 監督
- Bandido (2004) 監督・製作・プロダクションデザイン
- ピラミッドの逆襲 Prisoners of the Sun (2010) 監督